# Östergötlands runinskrifter 177
Ög 177 är en nu försvunnen vikingatida runsten i Söderköping.
Johan Peringskiöld skriver att runstenen är »inmurader uthi Rådmannens Hans Larsons Gatuport» och Carl Fredric Broocman kallar den »en utnött runsten». Den var 155 cm lång och 64 cm bred över slingkanten.

## Inskriften
Translitterering av runraden:
[asa · auk þorkaiʀ · auk · ali -- letu · reisa · iftiʀ · tofa hir · uarþ · hakuii ·]
Normalisering till runsvenska:
Asa ok Þorgæiʀʀ ok Ali/Alli [þau] letu ræisa æftiʀ Tofa, eʀ varð haggvinn.
Översättning till nusvenska:
Ase och Torger och Alle de läto resa (stenen) efter Tove, som blev ihjälslagen.